# Образцов, Борис Александрович
Бори́с Алекса́ндрович Образцо́в (7 апреля 1923, Вологда — 11 апреля 1951, КНДР) — советский лётчик-истребитель, гвардии старший лейтенант 176-го гвардейского Проскуровского Краснознамённого орденов Кутузова и Александра Невского истребительного авиационного полка 324-й гвардейской истребительной авиационной дивизии, участник Великой Отечественной и Корейской войн, Герой Советского Союза.

## Биография
Родился 7 апреля 1923 году в Вологде в семье рабочего. Окончил 9 классов. Русский. В 1941 году был призван в Красную Армию. В первые же дни Великой Отечественной войны Борис Образцов по личной просьбе получил путёвку в военно-авиационную школу пилотов. Вот строки из письма родным:

«Эх, мама, если бы я только мог описать тебе, какое было у меня ощущение, когда я в первый раз поднялся в воздух. Инструктор у нас замечательный. Только вот обидно, что все ещё в тылу. Рвусь, родная, в бой…»

Член ВКП(б) с 1943 года. В 1944 году окончил Борисоглебскую военно-авиационную школу пилотов. С июля 1944 года — лётчик 853-го перегоночного истребительного авиационного полка, осуществлял перегон истребителей с авиазаводов на фронтовые аэродромы. После Победы продолжил службу в ВВС СССР.
В 1945—1946 годах — лётчик-инструктор 51-го и 50-го отдельных учебно-тренировочных авиационных полков (Московский военный округ). С сентября 1946 года служил в строевых частях ВВС (Белорусский и Московский военные округа).
Участник войны в Корее с марта 1951 года в должности лётчика 1-й эскадрильи 176-го гвардейского истребительного авиационного полка. Выполняя боевые задания командования, гвардии старший лейтенант Образцов совершил 56 боевых вылетов. Летал ведомым у С. П. Субботина (9 побед), П. С. Милаушкина (11 побед) и других. Ни разу не допустил сбитие или подбитие своих ведущих. Провёл 18 воздушных боёв, в которых лично сбил 4 американских самолёта.
11 июля 1951 года во время боевого вылета в групповом бою сбил один самолёт, но и сам был подбит. Тяжело раненый, он совершил вынужденную посадку (по другой версии, покинул самолёт в воздухе без катапультирования), но при доставке в госпиталь умер от потери крови. Предполагается, что он был сбит 1-м лейтенантом Ральфом Гибсоном из 335-й эскадрильи 4-го крыла истребителей-перехватчиков ВВС США.
Указом Президиума Верховного Совета СССР от 10 октября 1951 года за мужество и отвагу, проявленные при выполнении воинского интернационального долга, гвардии старшему лейтенанту Образцову Борису Александровичу посмертно присвоено звание Героя Советского Союза.

Строки из письма сослуживцев Б. А. Образцова к его матери Александре Михайловне: 
«Дорогая мама! Мы никогда не забудем Вашего любимого сына и своего боевого брата, друга, товарища. Его подвиги записаны в историю нашего полка. И сколько будет существовать наш боевой, овеянный славой гвардейский полк, удостоенный орденов Красного Знамени, Кутузова и Александра Невского, столько будут чтить боевую память героя-лётчика Бориса Образцова!»
Похоронен на русском воинском кладбище в городе Порт-Артур (Люйшунь).

## Награды
- Герой Советского Союза (10.10.1951, посмертно).
- Орден Ленина (10.10.1951, посмертно).
- Орден Красного Знамени (02.06.1951).
- Медаль «За боевые заслуги» (19.11.1950).

## Память
- Мемориальная доска в Вологде.
- Одна из улиц Вологды (бывшая Моховая) была названа именем Б. А. Образцова[3].